# Collamato
Collamato è una frazione del comune di Fabriano, in provincia di Ancona.
Sorge alla sommità di una collina a 502 m di altitudine s.l.m. ed ha una popolazione di 405 abitanti

## Storia
Dalle Carte Diplomatiche Fabrianesi dello Zonghi, che contengono 274 documenti che vanno dal XI al XIV sec, viene menzionato Coldamati, Coldematum, Col di Amati che indicano chiaramente l'origine del vocabolo derivante dal genitivo di un nome personale: Amato da cui Colle di Amato fino a giungere all'attuale Collamato. Anche nella tradizione popolare viene ricordato un tale di nome Amato, nobile e facoltoso, che molti concordano essere il fondatore e il signore del castello. Il Sassi invece risale a Mato, da un fondo di proprietà  della Gens Mattia di Attidium, che ha lasciato la sua denominazione anche nella vicina località  di Almatano.
L'origine dell'abitato è fatta risalire alla distruzione del centro di Attidium (odierna frazione di Attiggio). Vi si trova un castello, che era nel 1035 in possesso di Fabriano.
Nel 1624 vi furono approvati gli statuti: in quest'epoca il paese era governato da un castellano, coadiuvato dal sindaco e da quattro consiglieri. Alla fine del XVIII secolo divenne comune appodiato, con uffici comunali ospitati nella "casa della comunità".
Con l'annessione al Regno d'Italia nel 1861 divenne frazione di Fabriano, eleggendo un consigliere comunale.

## Luoghi di interesse
Nel castello si trova la chiesa plebanizia di San Paterniano, dedicata all'omonimo vescovo di Fano, patrono della frazione.
L'edificio di culto più antico del paese è la duecentesca chiesa di San Giustino, situata appena fuori le mura, utilizzata dapprima come ospedale e, successivamente, come cappella cimiteriale fino al 1887. Al centro del paese è presente la cappella, dedicata alla Madonna della Fraternità, affettuosamente chiamata dagli abitanti "La Madonnetta" e risalente al XVI secolo. A circa due chilometri dal paese, in prossimità del vocabolo Casarrini (verosimilmente dal latino casa ruinae, in riferimento all'abitato, ora non più visibile, che si presume circondasse l'edificio di culto), si trova la chiesa rurale di Sant'Anna, dove è tuttora conservato un affresco di scuola fabrianese risalente al 1481 e raffigurante Sant'Anna, la Vergine Bambina e il piccolo Gesù tra San Rocco e San Sebastiano.
Ai piedi delle mura del castello si trova il monumento ai caduti della prima e della seconda guerra mondiale.
Curiosità iconografica: nell'enorme portone in legno d'epoca medievale che funge d'ingresso al castello antico è intarsiato un raro simbolo che appare essere d'origine templare. Si tratta dell'intarsio di un cerchio che funge da lettera "O" con all'interno una lettera "M" maiuscola e sormontato dalla croce patente templare (Ordo Militiae Templi).